# Arlo Guthrie

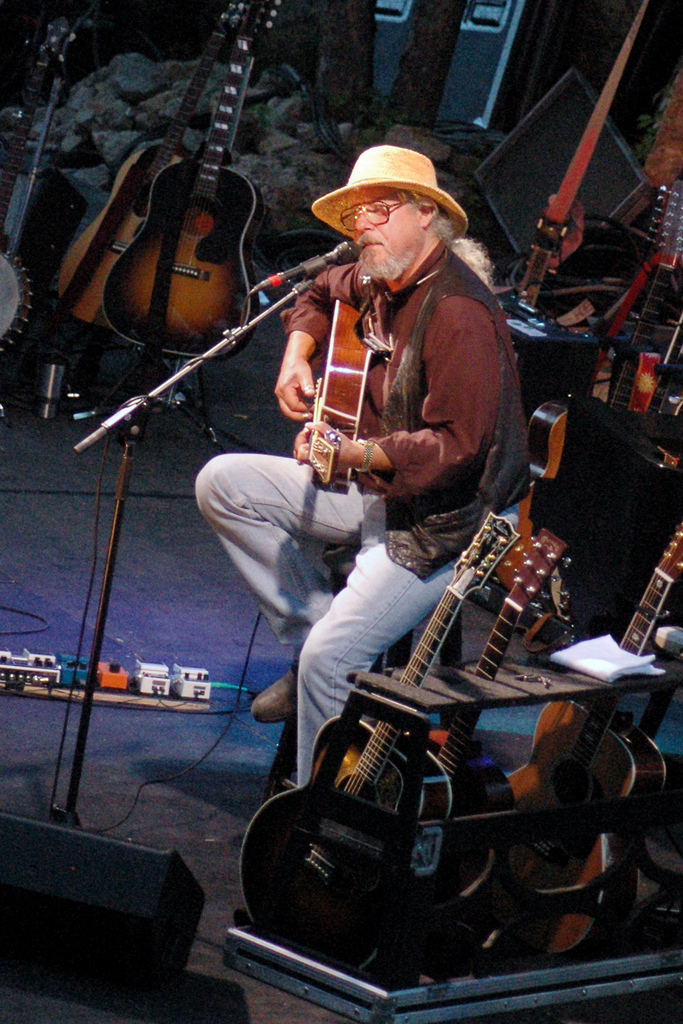
Arlo Guthrie, 2005

Arlo Guthrie (* 10. Juli 1947 in Coney Island, Brooklyn, New York) ist ein US-amerikanischer Folk-Musiker. Er ist der Sohn des Folkmusikers Woody Guthrie (1912–1967) und erreichte ab den späten 1960er-Jahren durch Lieder wie Alice’s Restaurant Massacree und City of New Orleans ebenfalls Bekanntheit.

## Leben

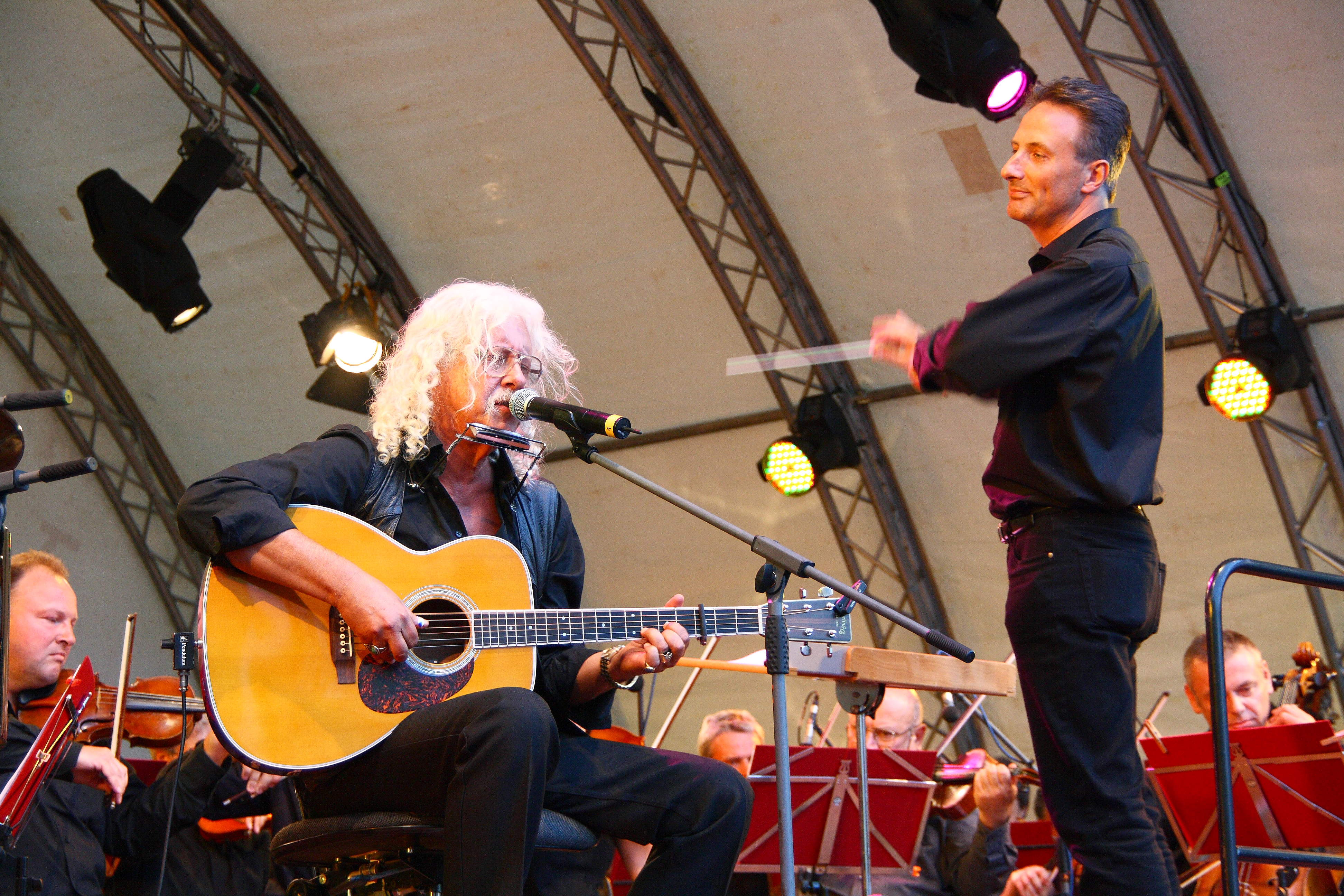
Arlo Guthrie mit den Thüringer Symphonikern unter der Leitung von Oliver Weder beim TFF.Rudolstadt, 2010

Der Komponist, Sänger und Gitarrist ist ein Sohn von Folk-Legende Woody Guthrie (1912–1967) und der Tänzerin Marjorie Mazia Guthrie (1917–1983). Seine Schwester ist die Plattenproduzentin Nora Guthrie. Die Eltern der beiden waren protestantischen (Vater) und jüdischen Glaubens (Mutter). Arlo wuchs zunächst jüdisch auf (einer seiner religiösen Lehrer war der Rabbiner Meir Kahane), konvertierte 1977 zum Katholizismus und bekannte sich später zu einem interreligiösen Glauben. 
Arlo Guthrie absolvierte an der Woodward School in Clinton Hill die ersten acht Klassen und besuchte 1965 die Stockbridge School in Massachusetts. Für kurze Zeit war er auch am Rocky Mountain College in Billings (Montana) eingeschrieben. 1981 verlieh ihm das Siena College die Ehrendoktorwürde, und die gleiche Ehrung wurde ihm 2008 vom Westfield State College in Massachusetts zuteil.
Arlo Guthrie hatte seinen ersten Auftritt mit 13 Jahren und setzte die musikalische Tradition des Vaters fort. Neben seinem Vater war Pete Seeger einer seiner Lehrmeister. Seine musikalische Entwicklung beeinflussten außerdem Leadbelly, Cisco Houston, Ramblin’ Jack Elliott, Sonny Terry und die Weavers, die zum Bekanntenkreis der Familie gehörten.
Arlo Guthrie hat vier Kinder, unter ihnen Tochter Sarah Lee und Sohn Abe, mit denen er zusammen mit Gordon Titcomb auf Tournee war. Seine Frau Jackie, mit der er 43 Jahre lang verheiratet war, erlag am 14. Oktober 2012 im Alter von 68 Jahren einem Krebsleiden.
Zum 40. Jahrestag des Woodstock-Konzerts von 1969 gab Arlo Guthrie der New York Times ein Interview, in dem er unter anderem enthüllte, dass er vor Jahren Mitglied der Republikanischen Partei geworden war. Bereits 2016 distanzierte er sich jedoch sowohl von Republikanern als auch von Demokraten.

## Musikalische Karriere
Guthries Karriere begann 1967 auf dem Newport Folk Festival mit dem 18-minütigen Alice’s Restaurant Massacree. Die im Sprechgesang vorgetragene, bürokratie- und militärkritische Geschichte handelt von einem Besuch Arlos bei dem Hippie-Pärchen Alice und Ray, seiner Verurteilung wegen illegaler Müllbeseitigung und der – deswegen erfolgten – Freistellung vom Wehrdienst. Da sich der Auslöser für die Ausmusterung am Thanksgiving Day ereignete, wird das überlange Stück noch heute von Radiosendern in den USA bevorzugt an diesem Tag gespielt. 1969 wurde der Song von Arthur Penn mit Arlo in der Hauptrolle als Alice’s Restaurant verfilmt.  
Mit 20 Jahren tourte Guthrie bereits in Übersee und 1969 trat er beim Woodstock-Festival auf. Dort trug er seine Fassung von Amazing Grace und Bob Dylans Walking Down the Line vor. Mit dem Ausruf „The New York State Thruway is closed, man!“ im Anschluss an Coming into Los Angeles löste er Jubel im Publikum aus; aufgrund des großen Andrangs war es auf einem wichtigen Interstate Highway zu einem Verkehrschaos gekommen. Um 1972 machte Guthrie Steve Goodmans City of New Orleans, enthalten auf der LP Hobo’s Lullaby, in Deutschland bekannt. Auch 40 Jahre später wird der Song mit der Zeile Good Morning America in Übersee/in Europa regelmäßig gespielt.
Im Jahr 1991 kaufte Arlo Guthrie die aus dem Film Alice’s Restaurant bekannte Trinity Church und richtete darin ein interkulturelles und interreligiöses Guthrie Center ein. 1992 wurde er für das Album Woody’s 20 Grow Big Songs, das er mit seiner Schwester Nora, der Leiterin des Woody-Guthrie-Archivs, und seinem Bruder Joady aufgenommen hatte, für einen Grammy Award nominiert. Eine weitere Grammy-Nominierung als bestes Musikalbum für Kinder erhielt 1997 This Land Is Your Land. Guthrie beherrscht eine Vielzahl von Instrumenten, trat als Schauspieler auf und verfasste ein preisgekröntes Kinderbuch Mooses Come Walking. Auch jetzt noch ist der Folksänger fast jedes Jahr auf Tournee. In Deutschland tourte Arlo Guthrie mehrfach mit Hans-Eckardt Wenzel, mit dem er 2010 auch eine gemeinsame CD (Every 100 Years live auf der Wartburg) aufnahm. Mit Hans-Eckardt Wenzel trat er 2011 auch bei ‚Songs an einem Sommerabend‘ auf.
Arlo Guthrie spielte vorzugsweise Westerngitarren der Firma Gibson, die ihm zu Ehren die Arlo-Guthrie-LG-Signature-Gitarre herausbrachte. Seine letzten Konzerte absolvierte er im Jahr 2020. Im Oktober 2020 erklärte er, keine Konzerte und Tourneen mehr geben zu wollen. In einem Facebook-Post erklärte er, dass es ihm gut gehe, aber ein leichter Schlaganfall 2019 habe dazu geführt, dass er nicht mehr auf dem Niveau spielen könne, das er von sich selbst erwarte.

## Diskografie

### Alben
| Jahr | Titel                           | Höchstplatzierung, Gesamtwochen, AuszeichnungChartplatzierungen (Jahr, Titel, Platzierungen, Wochen, Auszeichnungen, Anmerkungen) | Höchstplatzierung, Gesamtwochen, AuszeichnungChartplatzierungen (Jahr, Titel, Platzierungen, Wochen, Auszeichnungen, Anmerkungen) | Anmerkungen |
| Jahr | Titel                           | UK | US | Anmerkungen |
| ---- | ------------------------------- | --- | --- | --- |
| 1967 | Alice’s Restaurant              | — | US17 Platin · (99 Wo.)US | Produzent: Fred Hellerman                                                                                          |
| 1968 | Arlo                            | — | US100 (12 Wo.)US | live aufgenommen im Bitter End Cafe, New York Produzent: Fred Hellerman                                            |
| 1969 | Alice’s Restaurant (Soundtrack) | UK44 (1 Wo.)UK | US63 Platin · (17 Wo.)US | enthält drei nicht von Guthrie stammende Songs                                                                     |
| 1969 | Running down the Road           | — | US54 (19 Wo.)US | Produzenten: Lenny Waronker, Van Dyke Parks                                                                        |
| 1970 | Washington County               | — | US33 (17 Wo.)US | Produzenten: John Pilla, Lenny Waronker Co-Produzent: Van Dyke Parks (Track 5)                                     |
| 1972 | Hobo’s Lullaby                  | — | US52 (38 Wo.)US | Produzenten: John Pilla, Lenny Waronker                                                                            |
| 1973 | Last of the Brooklyn Cowboys    | — | US87 (14 Wo.)US | Produzenten: John Pilla, Lenny Waronker                                                                            |
| 1974 | Arlo Guthrie                    | — | US165 (10 Wo.)US | Aufnahme: Warner Bros. Recording Studios, North Hollywood Produzenten: John Pilla, Lenny Waronker                  |
| 1975 | Together in Concert             | — | US181 (4 Wo.)US | mit Pete Seeger, Live-Doppelalbum Aufnahmen: Opera House Chicago, Carnegie Hall, Boston Music Hall, Place des Arts |
| 1976 | Amigo                           | — | US133 (6 Wo.)US | Gastsängerin: Linda Ronstadt Produzent: John Pilla                                                                 |
| 1981 | Power of Love                   | — | US184 (3 Wo.)US | Produzent: John Pilla                                                                                              |

Weitere Alben
- 1978: One Night (mit Shenandoah)
- 1979: Outlasting the Blues (mit Shenandoah)
- 1982: Precious Friend
- 1982: Midnight Special – A Tribute To Leadbelly (mit Pete Seeger, Sonny Terry, Brownie McGhee und Lunenberg Travelers) (2 CDs)
- 1985: Harp (mit Holly Near, Ronnie Gilbert, Pete Seeger und Jeff Langley)
- 1986: Hard Travelin’
- 1986: Someday
- 1990: Baby’s Storytime
- 1991: A Recollection of Songs from All Over the World
- 1992: Son of the Wind
- 1992: Woody’s 20 Grow Big Songs (mit Woody Guthrie und Guthrie Family)
- 1994: More Together Again (In Concert) – Volume One (mit Pete Seeger)
- 1994: More Together Again (In Concert) – Volume Two (mit Pete Seeger)
- 1996: Alice’s Restaurant (The Massacree Revisited) (Live-Album, aufgenommen in The Church in Housatonic, Massachusetts)
- 1996: Mystic Journey
- 1997: This Land Is Your Land: An All American Children’s Folk Classic (mit Woody Guthrie)
- 2001: Bouncing Around the Room on Sharin’ in the Groove
- 2002: BanjoMan – A Tribute to Derroll Adams
- 2005: Arlo Guthrie – Live in Sydney
- 2005: This Land Is Your Land
- 2006: Together (mit Hans-Eckardt Wenzel, limitierte Sonder-CD, nur bei den Konzerten der Deutschland-Tournee 2006)
- 2007: In Times Like These (mit The University of Kentucky Symphony Orchestra conducted by John Nardolillo)
- 2008: 32¢/Postage Due
- 2009: Tales of ’69
- 2011: Live at Jazz Fest 2011
- 2014: Here Come the Kids (2 CDs)

### Kompilationen
- 1971: The Very Best of Arlo Guthrie
- 1972: Star-Collection
- 1974: 25th Anniversary Collection
- 1977: The Best of Arlo Guthrie (US: Gold)[13]
- 1991: All Over the World
- 2000: Outlasting the Blues / Power of Love
- 2006: Anthology
- 2010: Every 100 Years: Live auf der Wartburg
- 2010: Live-Mitschnitt des Sonderkonzerts beim TFF.Rudolstadt 2010 (mit den Thüringer Symphonikern Saalfeld-Rudolstadt)
- 2013: Rehashed 4:20 Sampler

### Singles
| Jahr | Titel Album                                       | Höchstplatzierung, Gesamtwochen, AuszeichnungChartplatzierungen (Jahr, Titel, Album, Platzierungen, Wochen, Auszeichnungen, Anmerkungen) | Höchstplatzierung, Gesamtwochen, AuszeichnungChartplatzierungen (Jahr, Titel, Album, Platzierungen, Wochen, Auszeichnungen, Anmerkungen) | Anmerkungen                             |
| Jahr | Titel Album                                       | UK | US | Anmerkungen                             |
| ---- | ------------------------------------------------- | --- | --- | --------------------------------------- |
| 1969 | Alice’s Rock & Roll Restaurant Alice’s Restaurant | — | US97 (2 Wo.)US | Autor: Arlo Guthrie                     |
| 1972 | The City of New Orleans Hobo’s Lullaby            | — | US18 (16 Wo.)US | Autor und Original: Steve Goodman, 1971 |

Weitere Singles
- 1967: The Motorcycle Song
- 1970: Valley to Pray
- 1971: Ballad of Tricky Fred
- 1972: Ukulele Lady
- 1973: Gypsy Davy
- 1973: Lovesick Blues
- 1974: Presidential Rag
- 1976: Patriots’ Dream
- 1976: Guabi, Guabi
- 1977: Massachusetts
- 1979: Prologue (mit Shenandoah)
- 1981: If I Could Only Touch Your Life
- 1981: Oklahoma Nights
- 1981: Slow Boat
- 1988: Russian Girls